# Lachtan jihoamerický
Lachtan jihoamerický, známý též jako lachtan jihoamerický falklandský (Arctocephalus australis) je ploutvonožec z čeledi lachtanovití (Otariidae) a rodu Arctocephalus. Popsal jej Eberhard August Wilhelm von Zimmermann v roce 1783. Vyskytuje se při obou pobřežích Jižní Ameriky. Dle Mezinárodního svazu ochrany přírody je hodnocen jako málo dotčený druh se zvyšující se populací.

## Etymologie a taxonomie
Rodové jméno Arctocephalus znamená medvědí hlava a lachtanovi jej vynesly jeho obličejové rysy. Druhu se přezdívá rovněž mořský medvěd. Jsou známy celkem 2 poddruhy, ačkoli jejich validita je sporná:
- Arctocephalus australis australis (Zimmermann, 1783)
- Arctocephalus australis gracilis Nehring, 1887

## Výskyt
Lachtan jihoamerický je druhem neotropické oblasti, vyskytuje se u obou pobřeží Jižní Ameriky na území Argentiny, Chile, Peru a Uruguaye, přičemž v Urugayi žijí nejpočetnější populace. Příležitostně se lachtani objevují i mimo svůj obvyklý areál rozšíření, například v Kolumbii. Vyjma pevninských stanovišť je lachtan jihoamerický hojným druhem ostrovních regionů, jako jsou Falklandy, které poskytují dobré útočiště zvláště během období rozmnožování. Jsou schopni žít na souši i v moři; pokud jsou na souši, dávají přednost skalnatým útesům. Umí se dobře pohybovat po zemi, čehož využívají při přemisťování se do strmých svahů.

## Popis
Samci lachtana jihoamerického mohou měřit až 1,9 m a vážit 120–200 kg. Samice jsou menší a dosahují velikosti až 1,4 m, s hmotností nepřesahující 90 kg; u tohoto druhu je vyvinut pohlavní dimorfismus. Tělo je podsadité, ve srovnání s ostatními lachtany vynikne delší čenich. Dalšími výraznými znaky jsou nápadné čelo a krémově bílé vousy. Ušní boltce jsou malé.
Srst má hustou podsadu a její zbarvení se liší podle pohlaví a věku zvířete. Dospělí samci mají černošedé zbarvení, zbarvení samic a mladých samců se pohybuje od tmavě hnědé do šedočerné, se světlejším břichem. Mláďata do tří až čtyřech měsíců života mají srst po celém těle černou.

## Chování

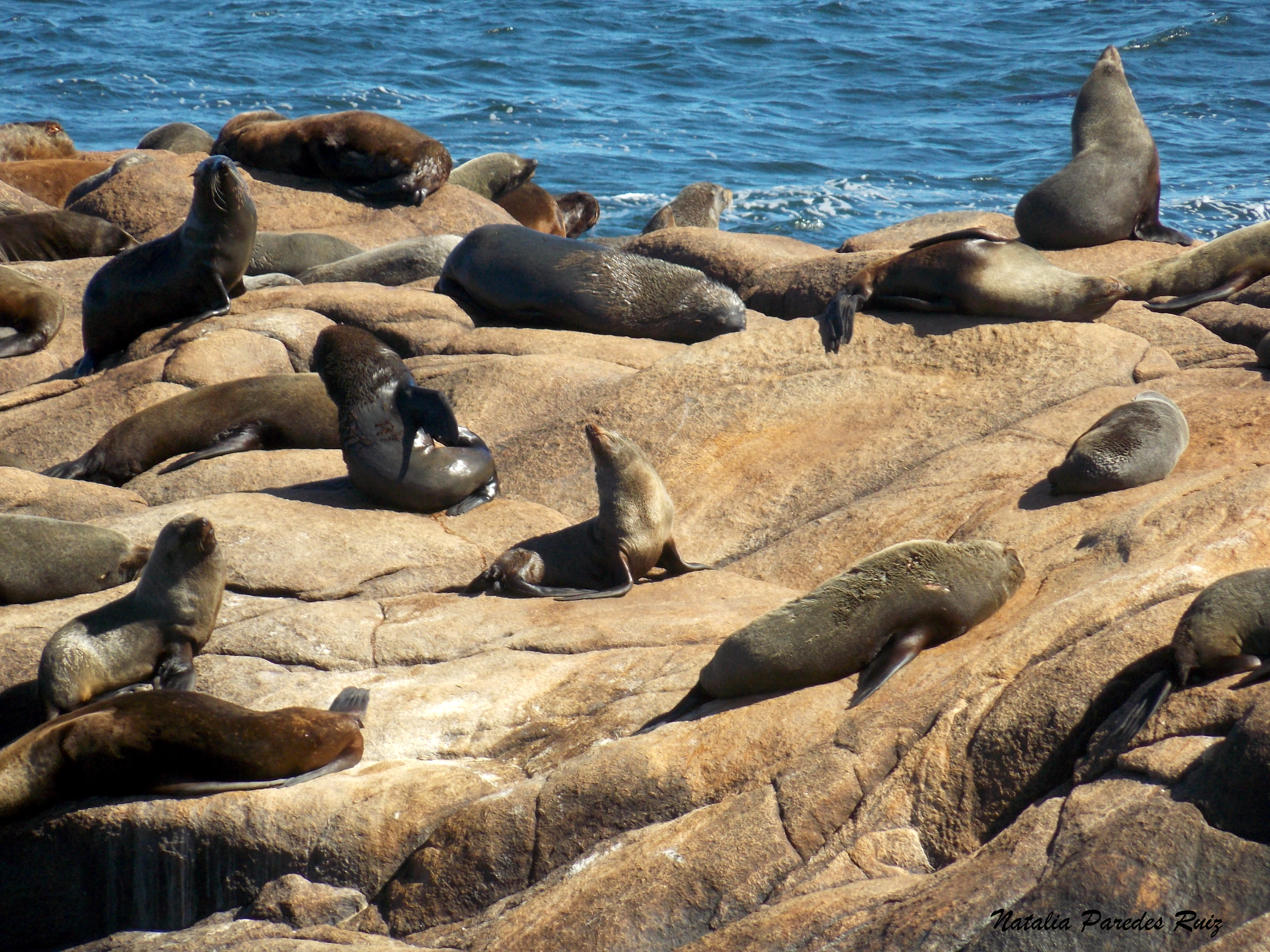
Kolonie lachtanů při pobřeží

Lachtani jihoameričtí většinu času tráví na otevřeném moři, ale v období rozmnožování žijí na souši. Jsou to společenská zvířata žijící ve velkých koloniích. Na souši se soustředí především do stinných skalnatých oblastí. Především samci se chovají velmi teritoriálně a v období rozmnožování si nárokují území o rozloze asi 50 m2, které si náruživě brání. Vzájemné potyčky a souboje mohou vyústit i ve vážná zranění, vítěz však získá právo na spáření se samicemi.
Samotné rozmnožování nastává jednou do roka mezi říjnem až prosincem. Jedná se o polygamní druh; dominantní samci s největším územím se páří s největším množstvím samic. Počet samic na nejúspěšnějšího samce je u tohoto druhu nejvyšší mezi všemi známými savci. Po 8–12 měsících březosti samice na souši porodí jedno mládě vážící 3,5 až 5,5 kg. S matkou mládě komunikuje pomocí specifického volání, díky čemuž jej matka může v kolonii lokalizovat i po několikadenních loveckých výpravách. Zhruba týden po porodu se samice znovu páří, vývoj zárodku se však na tři až čtyři měsíce zastaví. Odstaveno od mateřského mléka je mládě po 6–12 měsících věku (někdy však také až ve 3 letech). Pohlavní dospělosti dosahují samice ve 3 letech a samci v 7 letech, často se však páří teprve později. Průměrný věk činí 12 až 30 let. Mezi přirozené nepřátele tohoto druhu patří kosatka dravá (Orcinus orca), žralok bílý (Carcharodon carcharias) a lachtan hřívnatý (Otaria flavescens). Mláďata někdy mohou smést bouře na otevřené moře.
Lachtan jihoamerický loví v noci, a sice v hloubkách kolem 30 m. Potravu tvoří ryby, chobotnice, krabi a další.

## Ohrožení
Nebezpečí pro lachtana jihoamerického představoval především lov pro hustou srst, provozovaný od 18. století. Z tohoto důvodu byly vybity stovky tisíc kusů zvířat, nicméně během 20. století začal lovecký tlak postupně klesat. Mezi současné hrozby patří spíše průmyslový rybolov snižující stavy přirozené potravy, úhyny v důsledku vedlejších úlovků, ropné havárie a možné nemoci. Kvůli rozrůstající se vysoké populaci je však lachtan jihoamerický řazen Mezinárodním svazem ochrany přírody mezi málo dotčené druhy. Je uveden na druhé příloze Úmluvy o mezinárodním obchodu s ohroženými druhy volně žijících živočichů a rostlin.